# Архиепархия Кингстона (Ямайка)
Архиепархия Кингстона в Ямайке (лат. Archidioecesis Regiopolitana in Iamaica) — архиепархия Римско-Католической церкви с центром в городе Кингстон, Ямайка. В митрополию Кингстона входят епархии Белиза-Бельмопана, Мандевилля, Монтего-Бея и миссия sui iuris Каймановых островов. Архиепархия Кингстона распространяет свою юрисдикцию на графство Суррей и приход Сент-Катерин на Ямайке. Кафедральным собором архиепархии Кингстона является церковь Святой Троицы.

## История
10 января 1837 года Римский папа Григорий XVI выпустил бреве «Ex munere pastoralis», которой учредил апостольский викариат Ямайки, выделив его из апостольского викариата Тринидада (сегодня — Архиепархия Порт-оф-Спейна).
10 июня 1888 года апостольский викариат Ямайки передал часть своей территории для возведения апостольской префектуры Британского Гондураса (сегодня — Епархия Белиза-Бельмопана).
29 февраля 1956 года Римский папа Пий XII выпустил буллу «Sanctorum mater», которой возвёл апостольский викариат Ямайки в ранг епархии, которая получила название епархии Кингстона. Первоначально епархия Кингстона находилась в непосредственном подчинении Святому Престолу.
14 сентября 1967 года Римский папа Павел VI выпустил буллу «Christi gregem», которой передал часть территории епархии Кингстона для возведения епархии Монтего-Бея и одновременно возвёл епархию Кингстона в ранг архиепархии.
15 апреля 1991 года и 14 июля 2000 года архиепархия Кингстона передала часть своей территории для возведения соответственно апостольского викариата Мандевилля (сегодня — Епархия Мандевилля) и миссии sui iuris Каймановых островов.

## Ординарии архиепархии
- епископ Benito Fernández O.F.M.[1] (10.01.1837 — 27.09.1855);
- епископ James Eustace Dupeyron S.J. (27.09.1855 — 10.08.1872);
- епископ Joseph Sidney Woollett S.J. (1871 — 1877);
- епископ Thomas Porter S.J. (6.09.1877 — 29.09.1888);
- епископ Charles Gordon S.J. (28.05.1889 — 11.01.1906);
- епископ John Joseph Collins S.J. (12.06.1907 — 16.03.1918);
- епископ William F. O'Hare S.J. (2.09.1919 — 1110.1926);
- епископ Joseph N. Dinand S.J. (12.07.1927 — 1930);
- епископ Thomas Addis Emmet S.J. (3.07.1930 — 8.04.1949);
- архиепископ John Joseph McEleney S.J. (3.02.1950 — 1.09.1970);
- архиепископ Samuel Emmanuel Carter S.J. (1.09.1970 — 11.11.1994);
- архиепископ Edgerton Roland Clarke (11.11.1994 — 17.02.2004);
- архиепископ Lawrence Aloysius Burke S.J. (17.02.2004 — 12.04.2008);
- архиепископ Donald James Reece (12.04.2008 — 15.04.2011);
- архиепископ Charles Henry Dufour (15.04.2011 — по настоящее время).

## Статистика
На конец 2006 года из 1 405 000 человек, проживающих на территории архиепархии, католиками являлись 56 200 человек, что соответствует 4,0 % от общего числа населения епархии.
| год  | население | население | население | священники | священники        | священники         | священники                           | постоянные диаконы | монахи  | монахи  | приходы |
| год  | католики  | всего     | %         | всего      | белое духовенство | черное духовенство | число католиков на одного священника | постоянные диаконы | мужчины | женщины | приходы |
| ---- | --------- | --------- | --------- | ---------- | ----------------- | ------------------ | ------------------------------------ | ------------------ | ------- | ------- | ------- |
| 1948 | 79.898    | 1.340.000 | 6,0       | 63         | 2                 | 61                 | 1.268                                |                    | 31      | 176     |         |
| 1966 | 139.508   | 1.827.000 | 7,6       | 116        | 17                | 99                 | 1.202                                |                    | 66      | 262     | 12      |
| 1970 | 139.084   | 1.176.927 | 11,8      | 90         | 15                | 75                 | 1.545                                |                    | 92      | 208     | 27      |
| 1976 | 152.420   | 1.209.819 | 12,6      | 106        | 20                | 86                 | 1.437                                | 2                  | 99      | 184     | 18      |
| 1978 | 167.714   | 1.153.047 | 14,5      | 86         | 22                | 64                 | 1.950                                | 2                  | 73      | 148     | 29      |
| 1990 | 93.398    | 1.379.847 | 6,8       | 76         | 26                | 50                 | 1.228                                | 13                 | 64      | 170     | 34      |
| 1999 | 96.645    | 1.360.042 | 7,1       | 58         | 24                | 34                 | 1.666                                | 17                 | 88      | 129     | 33      |
| 2000 | 96.645    | 1.360.042 | 7,1       | 52         | 23                | 29                 | 1.858                                | 18                 | 40      | 127     | 33      |
| 2001 | 95.000    | 1.407.000 | 6,8       | 52         | 23                | 29                 | 1.826                                | 16                 | 70      | 123     | 32      |
| 2002 | 92.000    | 1.407.000 | 6,5       | 51         | 22                | 29                 | 1.803                                | 21                 | 94      | 115     | 33      |
| 2003 | 54.000    | 1.407.000 | 3,8       | 53         | 25                | 28                 | 1.018                                | 20                 | 142     | 118     | 32      |
| 2004 | 56.000    | 1.400.000 | 4,0       | 47         | 22                | 25                 | 1.191                                | 20                 | 134     | 116     | 32      |
| 2006 | 56.200    | 1.405.000 | 4,0       | 57         | 30                | 27                 | 985                                  | 19                 | 174     | 113     | 32      |